# Paxillus pentaphyllus
Paxillus pentaphyllus là một loài bọ cánh cứng trong họ Passalidae. Loài này được Palisot de Beauvois miêu tả khoa học năm 1805.